# Māris Gailis

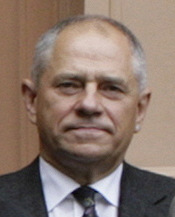
Māris Gailis

Māris Gailis (* 9. Juli 1951 in Rīga, Lettische SSR) ist ein lettischer Politiker und Unternehmer.

## Politische und unternehmerische Laufbahn
Im Sommer 1994 brach in der bis dahin von Valdis Birkavs geleiteten Minderheitsregierung Streit um die Landwirtschafts- und Wirtschaftspolitik aus. Latvijas Zemnieku savienība, der Lettische Bauernverband, verließ das Regierungsbündnis, Birkavs trat zurück. Neuer Ministerpräsident wurde Māris Gailis, der bis zu den Wahlen 1995 eine Koalition aus seiner eigenen Partei Latvijas Ceļš (Lettlands Weg) und dem Tautsaimnieku Politiskā Apvienība (Politischen Verband der Volkswirte) und unabhängigen Ministern anführte.
Nach seinem Ausscheiden aus der aktiven Politik übernahm Gailis verschiedene Positionen in der Wirtschaft; so war er unter anderem Aufsichtsratsvorsitzender beim Energieversorger Latvijas Gāze. Zuletzt war er mit seiner GmbH SIA Māris Gailis an der Entwicklung eines Jachthafen- und exklusiven Wohnbauprojekts auf der Rigaer Daugavainsel Ķīpsala beteiligt. Daneben engagiert sich Gailis gemeinsam mit seiner Frau, der Architektin Zaiga Gaile, für den Erhalt traditioneller Holzhäuser der Hauptstadt.